# 1960 في السعودية
تحتوي هذه المقالة على أهم الأحداث التي شهدتها السعودية في 1960، إضافة إلى أهم الشخصيات السعودية التي وُلدت أو تُوفيت في هذه السنة.

## السياسة

### الحكم
الملك: سعود بن عبد العزيز آل سعود.

### تعيينات

#### يوليو
- 8: تعيين الأمير مساعد بن عبد الرحمن بن فيصل آل سعود وزير للداخلية. [1]
- 8: تعيين أحمد صلاح جمجوم وزير للتجارة.[1]
- 8: تعيين أحمد زكي يماني وزير دولة و عضو في مجلس الوزراء.[1]

#### ديسمبر
- 22: طلال بن عبد العزيز آل سعود، وزيرًا لـ وزارة المالية من 3 رجب 1380 هـ الموافق 22 ديسمبر 1960 إلى 1 ربيع الثاني 1381 هـ الموافق 12 سبتمبر 1961.

### إعفاءات
إعفاء الأمير طلال بن عبد العزيز آل سعود من منصبه كـ وزير للمالية والاتصال في المملكة العربية السعودية بتاريخ 11 سبتمبر 1960م، الموافق 19 ربيع الثاني 1380هـ.

## أحداث
- تأسيس قاعدة الملك خالد الجوية.
- تأسيس وزارة البترول والثروة المعدنية.[3]
- تأسيس نادي الطائي.
- تأسيس منظمة الدول المصدرة للنفط «أوبك» (OPEC) والمملكة العربية السعودية هي عضو مؤسس فيه.[4]
- تأسيس كلية الصيدلة في جامعة الملك سعود وهي الكلية الرابعة منذ افتتاح الجامعة بعد كلية الآداب و كلية العلوم و كلية التجارة.[5]
- بدأ التعليم النظامي للفتيات بالمملكة العربية السعودية، بالإضافة إلى إنشاء معاهد إعداد المعلمات. [5]
- استقالة الأمير فيصل بن عبد العزيز من رئاسة مجلس الوزراء و إقالة الحكومة في نهاية ديسمبر من عام 1960م. [5]

### يناير
- 1 : إعلان ميزانية الدولة لعام 1379 - 1380 هـ حيث قدرت ايردات الدولة بحوالي مليار و 450 مليون ريال بينما مصروفات الدولة قدرت ببمليار و 405 مليون ريال. [6]

### فبراير
- 19: إعلان المديرية العامة لشؤون الزيت والمعادن بيان توضيحي عن إنتاج البترول من منطقة الامتياز لشركة الزيت العربية الأمريكية لشهر يناير 1960 م حيث بلغ معدل عدد البراميل المنتجة خلال شهر يناير حوالي مليون و 221 ألف برميل يوميًا بمجموع 37 مليون برميل خلال كامل الشهر. [7]
- 19: الانتهاء من بناء المسجد الجامع بتهامة بني شهر في منطقة عسير.

### مارس
- 11: معهد الأنجال بالرياض يقيم معرضه السنوي الذي يظهر مدى تقدم طلبة المعهد في جميع الفنون والعلوم بحضور الملك سعود بن عبد العزيز آل سعود، حيث تم عرض انتاجات الطلبة من لوحات و خرائط و أعمال فنية يدوية و أشكال هندسية بالإضافة إلى أعمال فكرية متمثلة بمقالات و إنتاج أدبي.[8]
- 25: إصدار مرسوم ملكي متعلق بنظام خدمة الضباط ورقمه 18 وتاريخه 22-9-1379 هـ موضحًا لعدة مواد متعلقة بنظام خدمة الضباط و بداية التعيين والتثبيت وترقية الضباط وقواعد الانتداب والإلتحاق. [9]

### أبريل
- 8: المملكة العربية السعودية ترفع تمثيلها الدبلوماسي في دولة غانا إلى درجة سفارة. [10]
- 15: كلية الملك عبد العزيز الحربية بالرياض تقيم مناورة بالذخيرة الحية و تم تطبيق جميع المناورات التكتيكية الدفاعية منها والهجومية والتقدمية بالإضافة إلى تدريبات على دوريات القتال والاستطلاع والاشتباك وخطف الأسير. [11]
- 15: إقامة مؤتمر الإتحاد العربي للبريد في الرياض بحضور الملك سعود بن عبدالعزيز آل سعود و مشاركة وفود من السودان و المملكة المتوكلية والمملكة المغربية والمملكة الليبية و الجمهورية اللبنانية والجمهورية العربية المتحدة والجمهورية العراقية كما حضرت وفود من غير أعضاء الاتحاد مثل الكويت و تونس والبحرين والجزائر. [12]
- 29: الملك سعود بن عبد العزيز آل سعود يزور مدينة الجبيل و الدمام ويحضر الاستعراض السنوي للخيول العربية و المقام من شركة الزيت العربية الأمريكية ارامكو. [13]

### مايو
- 6: إقامة الحفل السنوي لتخريج الضباط للدورة الثامنة عشرة في مبنى كلية الملك عبد العزيز الحربية بحضور الملك سعود و الأمير فيصل ولي العهد.[14]
- 13: بيان من وزارة الخارجية السعودية بشأن رفع درجة التمثيل السياسي بن المملكة العربية السعودية و دولة السويد إلى درجة سفارة. [15]

### يونيو
- 3: إنشاء مصفاة للبترول في مدينة جدة غرب المملكة بطاقة عشرون ألف برميل يوميًا و تشكيل شركة مساهمة للقيام بأعباء هذه المشروع ولتوزيع المنتجات البترولية الناتجة عن عمليات التصفية في المنطقة الغربية من المملكة.[16]
- 24: وفاة طيارين سعوديين اثنين بعد سقوط طائرتهما خلال رحلة تدريب على إحدى طائرات التدريب التابعة لسلاح الطيران الملكي السعودي بمنطقة الرويس، حيث توفي الطيار صبري علي برتبة ملازم ثاني بلحظة سقوط الطائرة بينما أصيب الطيار الآخر فيصل صابر برتبة ملازم ثاني بجروح خطيرة توفي لاحقًا على أثرها. [17]

### يوليو
- 8: إقامة عمل تدريبي مقدم من الشركة العربية الأمريكية للزيت ارامكو خلال فصل الصيف مستهدفًا الطلبة الجامعيين لتدريبهم على أعمال متصلة بدراساتهم التخصصية. [18]

## مواليد
- عبد الباري الثبيتي، أحد أئمة المسجد الحرام سابقاً ثم إماماً للمسجد النبوي.[19]
- فهد العتيق، كاتب قصة قصيرة وروائي.
- حسين سهيل، أديب وشاعر.
- علي دغريري، أديب وشاعر.

### يناير
- 1: عائض القرني، كاتب وشاعر وداعية إسلامي.

### فبراير
- 1: راشد الشمراني، ممثل وكاتب وأخصائي نفسي.
- 10: عبد الرحمن السديس، الرئيس العام لشؤون المسجد الحرام والمسجد النبوي وأحد أئمة المسجد الحرام.

### مايو
- 23: حسام بن سعود بن عبد العزيز آل سعود، أمير منطقة الباحة وأحد أبناء الملك سعود بن عبد العزيز آل سعود.

## وفيات

### فبراير
- 19: وفاة عبد الله السديري وكيل أمير المدينة المنورة.